# 陳夢
陳 夢（ちん む、チェン・ムン、簡体字: 陈 梦、Chen Meng 1994年1月15日 - ）は、中華人民共和国・山東省青島市出身の卓球選手。ITTF世界ランキングでは2018年1月に初めて1位となり、2019年6月から2022年1月まで1位を維持した。

## 経歴
卓球選手だった母親の影響で卓球を始めた。
2011年に世界ジュニア卓球選手権の女子シングルスで優勝。
2013年の 世界選手権パリ大会では朱雨玲と組んだ女子ダブルスで銅メダルを獲得。2017年世界選手権デュッセルドルフ大会では同じペアで銀メダルを獲得した。
2014年世界選手権東京大会及び2016年クアラルンプール大会では女子団体で金メダルを獲得。
2018年1月、新システムに移行した世界ランキングで1位になった。
2020年東京オリンピックの卓球競技のシングルスでは決勝で孫穎莎を破って金メダルを獲得した。
2023年の 世界選手権南アフリカ大会では王艺迪と組んだ女子ダブルスで念願の金メダルを獲得。

## 人物
中国山東省青島市出身。
従兄に俳優の黄暁明がいる。
石川佳純とは、ジュニア時代からの友人関係である。

## 成績

### シングルス
- オリンピック優勝（2021,2024）
- 世界選手権準優勝（2019、2023）
- ワールドカップ優勝（2020）
- ITTFワールドツアー優勝（中国2012、カタール2012、中国2013、スウェーデン2013、日本2015、カタール2017、オーストラリア2017、ドイツ2017、オーストリア2018、ハンガリー2019、中国2019、韓国2019、スウェーデン2019、ドイツ2020、カタール2020）
- ITTFワールドツアーグランドファイナル優勝（2017、2018、2019、2020）
- WTTシンガポール・スマッシュ優勝（2022）

### ダブルス
- 世界選手権準優勝（2017）
- 世界選手権 優勝　（2023）
- ITTFワールドツアー優勝（クウェート2012、中国2012、中国2013、中国2015、スウェーデン2015、中国2016、カタール2017、オーストラリア2017、韓国2018、日本2019、韓国2019、スウェーデン2019、ドイツ2020）
- ITTFワールドツアーグランドファイナル優勝（2017）
- アジア選手権 優勝 （2023）